# David Fonseca
David Fonseca (Leiría; 14 de junio de 1973) es un músico de pop y rock portugués. 

## Biografía
Hijo de madre profesora y padre bancario, David nació en 1973 en la ciudad portuguesa de Leiría. Su interés por las artes escénicas le llevó a ingresar en la Escuela Superior de Teatro e Cine de Lisboa y posteriormente en la Escuela Superior de Bellas Artes de Lisboa. 
Es tanto el compositor como el letrista de sus canciones. Toca varios instrumentos entre los que destaca la guitarra eléctrica, el piano y la batería.
También ha trabajado como fotógrafo colaborando con diversos catálogos de moda, como por ejemplo Tom of Finland y participando en varias exposiciones de fotografía individuales y colectivas.

## Trayectoria musical

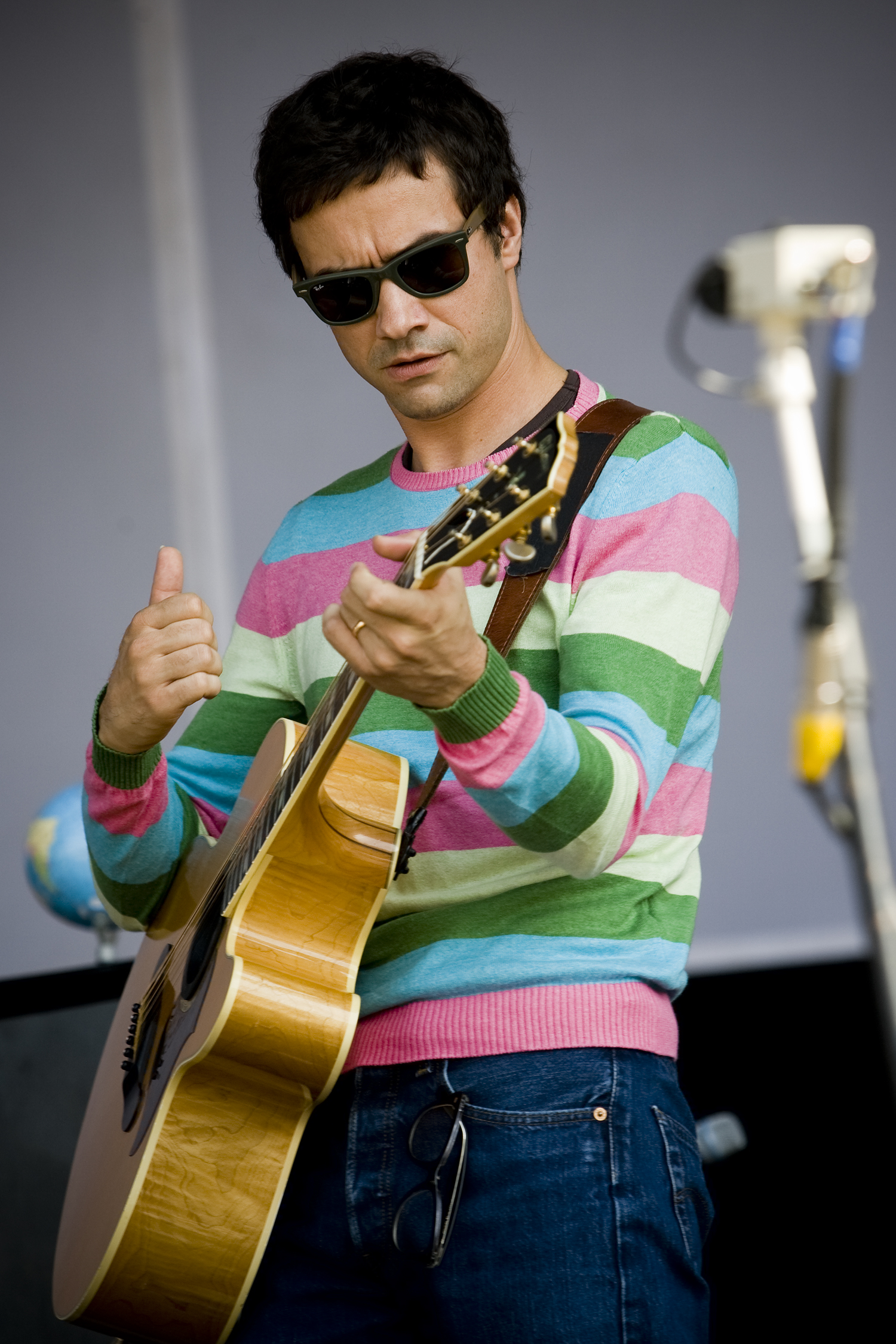
David Fonseca.

David Fonseca comienza su trayectoria en el mundo de la música con el conjunto leiriense Silence 4. Tras la disolución de la banda en 2002, David continuó su carrera en solitario, con puntuales participaciones en otros proyectos.

### Con Silence 4
Aunque se formaron en 1996, el primer álbum salió en 1998 "Silence Becomes It". Tuvo un inmenso e inesperado éxito de público (seis discos de platino) y con 250.000 copias vendidas en Portugal.
Dos años después salió el segundo álbum, "Only Pain Is Real", vendiendo 100.000 copias. Silence 4 se disolvió en 2002. Realizaban los temas en inglés, (salvo 'Sextos Sentidos', 'Eu nao sei dizer' incluidos en 'Silence Becomes It')

### Como solista
Como solista ha publicando 3 álbumes: 'Sing Me Something New' (2003), 'Our Hearts Will Beat As One' (2005), y 'Dreams in Colour' (2007).
Le acompañan en el escenario: Sérgio Nascimento (batería), Ricardo Fiel (guitarrista), Rita Pereira (ex-Atomic Bees, piano y voces (Rita Redshoes); Nuno Simões (bajista) y Paulo Pereira (hammond). 

### Con 'Humanos'
Entre 2004 y 2006 formó parte del proyecto Humanos. Banda formada por artistas ya conocidos (Manuela Azevedo (cantante del grupo Clã) y Camané (fadista), para cantar temas inéditos del cantante portugués António Variações. Publicando un álbum homónimo y dando varios conciertos por el país.

### Colaboraciones
Ha colaborado con varios artistas como Sérgio Godinho en el álbum "Irmão do Meio" y con las bandas Trovante y Phase.

## Estilo
Se caracteriza por ser muy energético, y toca varios instrumentos. En prácticamente todos los conciertos suele tocar el tema 'Angel Song' tema que compuso con 18 años, y que es uno de los más queridos por el público (ya conocido de su etapa en Silence 4). Siempre trata de sorprender al público en cada concierto, realizando nuevas puestas en el escenario en cada concierto, mostrando aún más su alto nivel de creatividad. Suele realizar medleys y versiones de otros artistas (uno de sus medleys más conocidos es 'I Hate Disco' o 'Odiadas Músics de Discoteca'), que enlaza en ocasiones con temas propios (Video killed the radio star, con su tema The 80s por citar un ejemplo). Durante los conciertos suele comentar anécdotas personales con el público.
El 12 de abril de 2008 realizó un concierto (de 2 horas y media) en el Coliseu dos Recreios de Lisboa donde tocó un tema inédito titulado Orange Tree.

## Discografía

### Con Silence 4
- 1998 - Silence Becomes It
- 2000 - Only Pain Is Real

### Como solista
- 2003 - Sing Me Something New
- 2005 - Our Hearts Will Beat As One
- 2007 - Dreams in Colour
- 2008 - Dreams in Colour: Tour Edition
- 2009 - Between Waves
- 2012 - Seasons: Rising
- 2012 - Seasons: Falling
- 2015 - Futuro Eu
- 2018 - Radio Gemini
- 2020 - Lost and Found - B Sides and Rarities

### Sencillos (solista)
- 2003 - Someone that Cannot Love (Sing Me Something New)
- 2003 - The 80's (Sing Me Something New)
- 2005 - Who Are U? (Our Hearts Will Beat As One)
- 2006 - Hold Still (Our Hearts Will Beat As One) (con Rita Redshoes)
- 2006 - Our Hearts Will Beat As One (Our Hearts Will Beat As One)
- 2007 - Superstars (Dreams in Colour)
- 2007 - Rocket Man (Dreams in Colour)
- 2008 - Kiss Me, Oh Kiss Me (Dreams in Colour)
- 2008 - Orange Tree
- 2009 - A Cry 4 Love (Between Waves)
- 2010 - Stop 4 a Minute (Between Waves)
- 2010 - U Know Who I Am (Between Waves)
- 2012 - What Life Is For (Seasons: Rising)
- 2012 - Under the Willow (Seasons: Rising)
- 2012 - All That I Wanted (Seasons: Falling)